# Crucea (Constanța)
Crucea é uma comuna romena localizada no distrito de Constanţa, na região de Dobruja. A comuna possui uma área de 238.16 km² e sua população era de 3258 habitantes segundo o censo de 2007.